# Medusa (Loredana)
Medusa è il secondo album in studio della rapper kosovaro-svizzera Loredana, pubblicato l'11 dicembre 2020 dalla Groove Attack.

## Tracce
1. Intro – 2:16 (testo: Loridana Zefi – musica: Joshua Allery, Dominik Patrzek)
2. King Lori – 2:00 (testo: Loridana Zefi, Ghassan Ramlawi – musica: Sonus Al, Caz)
3. Checka (x Delara) – 2:18 (testo: Loridana Zefi, Sondre Haftorsen, Amanda Delara – musica: Sondre)
4. Easy – 2:18 (testo: Loridana Zefi, Ghassan Ramlawi – musica: Joshua Allery)
5. Rockstar – 2:14 (testo: Loridana Zefi – musica: Joshua Allery, Laurin Auth)
6. Näher zu mir – 3:14 (testo: Loridana Zefi – musica: Joshua Allery, Dominik Patrzek, Laurin Auth)
7. Kein Hunger (feat. Ufo361) – 2:04 (testo: Loridana Zefi, Ufuk Bayraktar – musica: Joshua Allery, Sonu Al, Jacob Manson, Avedon)
8. Gangster – 2:41 (testo: Loridana Zefi – musica: Joshua Allery, Laurin Auth)
9. Uh Uh – 1:56 (testo: Loridana Zefi, Ghassan Ramlawi – musica: James Murray, Mustafa Omer)
10. Alles egal – 2:19 (testo: Loridana Zefi, Ghassan Ramlawi – musica: Levi Lennox)
11. Geht schon – 2:22 (testo: Loridana Zefi, Ghassan Ramlawi – musica: Soriba Konde, Ulysse Poletti, Youri Krief, Jean-Luc David, Memeliwando)
12. Tut mir nicht leid – 2:33 (testo: Loridana Zefi – musica: Tim Lindemann, Malte Schmidt, Joshua Allery, Laurin Auth)

## Formazione
Musicisti
- Loredana – voce
- Delara – voce (traccia 3)
- Ufo361 – voce aggiuntiva (traccia 7)

Produzione
- Miksu – produzione (tracce 1, 4-8 e 12)
- Deats – produzione (tracce 1 e 6)
- Sonus030 – produzione (tracce 2 e 7)
- Caz – produzione (traccia 2)
- Sondre – produzione (traccia 3)
- Macloud – produzione (tracce 5, 6, 8 e 12)
- MOJAM – produzione (traccia 9)
- Levi Lennox – produzione (traccia 10)
- Boumidjal X – produzione (traccia 11)
- Holomobb – produzione (traccia 11)
- David Mems – produzione (traccia 11)
- The Placements – produzione (traccia 12)

## Classifiche
| Classifica (2020) | Posizione massima |
| ----------------- | ----------------- |
| Austria           | 17                |
| Germania          | 15                |
| Svizzera          | 19                |